# Changchengite
La changchengite è un minerale appartenente al gruppo della cobaltite ed analogo alla mayingite.

## Etimologia
Il nome deriva dalla località cinese di rinvenimento, Changcheng, nella provincia di Hebei